# Tangrim
Tangrim ist ein Ortsteil der Gemeinde Lindholz im Südwesten des Landkreises Vorpommern-Rügen. Die Gemeinde liegt südwestlich von Tribsees. Sie gehört dem Amt Recknitz-Trebeltal an, das seinen Verwaltungssitz in Tribsees hat.

## Geografie
Tangrim liegt 10,5 km südlich von Bad Sülze, 11 km südwestlich von Tribsees und 27,5 km südwestlich von Grimmen. Durch die Gemeinde fließt die Trebel, welche später in die Peene mündet. Der Ortsteil liegt auf einer zerschnittenen Hochfläche von 20 m über HNH, die aber bis auf 3 m zum Trebelmoor abfällt.
Der Ort liegt 2,2 km westlich der historischen Grenze zwischen Mecklenburg und Pommern, die hier durch die Trebel gebildet wird.

## Geschichte
Tangrim war bereits in der Frühzeit besiedelt, was die zahlreichen Bodendenkmale belegen. Südlich am Ort liegt ein bronzezeitliches (1700 bis 600 v. Chr.) Hügelgrab. Knapp 700 m nordöstlich befindet sich eine relativ große Burgwallanlage aus der frühen Slawenzeit (700 bis 900), die in der Direktoralvermessungskarte „Die alte Burg“ genannt wurde.
Aus der frühdeutschen Zeit (1230 bis 1400) ist nahe am Ort westlich eine Turmhügelburg erhalten. Der Hügel ist noch 3 m hoch und von einem Wassergraben umgeben.
1637 heiratete Henning Andreas von Behr (1608–1705) aus dem vorpommerschen Schlagtow bei Gützkow Ursula von Moltke. Deren Mutter war eine geborene von Kardorff. Diese Familie war hier in der Gegend besitzlich und hatte auch Tangrim als Guts-Pertinenz. Jedoch waren diese Besitzungen durch den Dreißigjährigen Krieg stark verwüstet und verschuldet. Trotzdem übernahm Behr die Bewirtschaftung der Güter Bäbelitz, Tangrim und Viecheln. Zwischen 1647 und 1650 wurden Auseinandersetzungen zwischen ihm und der Familie Kardorff wegen des Besitzes und der Hypothek-Belastungen geführt. Es kam zu einer Einigung und nach dem Bau des Gutshauses von 1650 in Tangrim zog die Familie von Behr endgültig nach Tangrim. 1694 übernahm Otto Christoph von Behr (1638–1711) die Güter Tangrim, Bäbelitz und Klein Nieköhr von seinem Vater, auch er hat noch mit der Familie Kardorff und anderen Gläubigern wegen der alten Lasten zu kämpfen. Zu der Zeit hatte Tangrim neben dem Gut noch 6 Kossätenstellen, von denen aber nur zwei besetzt waren, die anderen waren wüst. Dessen Sohn Gustaf Adolf muss nach dem Tod des Vaters die Besitzungen Tangrim und Bäbelitz an seine Schwiegertochter Abel Sophie von Ahlefeldt für 7000 Reichsthaler verpfänden.
Als Gustaf Adolf 1738 starb, hatte dessen Sohn Otto Christoph († 1782) die Güter vorher übernommen, übergab den Besitz aber dem Schwager von Königsmark. Um aber den Bankrott abzuwenden, verkaufte dieser 1751 die Besitzungen.
In der Schmettau-Karte von 1780 zeigte sich der Ort als adliges Gut mit Landarbeiterkaten, aber noch recht klein. Nördlich entstand eine Wassermühle, die aber wohl wegen Wassermangels bald aufgegeben wurde.
Gutsbesitzer waren u. a. die Familien von Königsmark (ab 1736), von Güldner (ab 1755), von Storch (ab 1778), von Hövell (ab 1783), von Kahlden (ab 1787), von Kuylenstjern (ab 1825), Koenemann (ab 1830), Müller (ab 1845) und Friedrich von Bülow (1847–1899).
Nach dem Messtischblatt (MTB) von 1880 entstand südlich des Ortes eine Ziegelei, die wohl auch bewirkte, dass das Gut kompakt ausgebaut wurde, aber der Ort hatte darüber hinaus nur fünf Landarbeiterkaten. Bis 1920 vergrößerten sich Gut und Ort weiter lt. MTB 1920.
Nach der Bodenreform von 1945 verschwand das Gut und es wurden Neubauernsiedlungen aufgebaut. Nach 1960 entstand dann im Ort ein Agrarkomplex (LPG), der auch in der Gegenwart privatwirtschaftlich weiter geführt wird.

## Kultur und Sehenswürdigkeiten

### Bauwerke
- Burgwall Tangrim
- Turmhügelburg Tangrim

### Grünflächen und Naherholung
- Trebelmoor

## Wirtschaft und Infrastruktur

### Unternehmen
Tangrim und Umgebung sind landwirtschaftlich geprägt, es gibt nur wenig Gewerbebetriebe.

### Verkehr
Nördlich des Ortes verläuft die A 20, sie ist über die Anschlussstelle Tribsees oder Bad Sülze zu erreichen. Sonst ist Tangrim nur über die Stichstraße von Breesen über die K 9 zu erreichen.